# Fonologia della koinè ellenistica
La koinè è foneticamente un periodo di transizione: all'inizio, la lingua era in genere sostanzialmente simile al greco classico, mentre alla fine del processo la fonologia aveva molto più in comune con il greco moderno che con il greco antico.

## Introduzione
Le trasformazioni più significative avvenute durante le koinè investirono il sistema vocalico: questi cambiamenti furono la perdita della quantità, la sostituzione dell'accento musicale tipico del greco antico con l'accento intensivo e la monottongazione dei dittonghi (tranne αυ ed ευ). Questi fenomeni sembrano essere ampiamente attestati dal II sec. a.C. nel greco egiziano e all'inizio II sec. d.C. nelle iscrizioni attiche colte; è quindi probabile che fossero già comuni nel II sec. a.C. e che si siano generalizzati non più tardi del II sec. d.C.
Altra mutazione fu la fricativizzazione del secondo elemento dei dittonghi αυ ed ευ. Questo fenomeno apparve dopo che le trasformazioni vocaliche descritte sopra si erano già verificate. È attestata nel greco egiziano a partire dal I sec. a.C. e sembra essere generalizzata nel tardo periodo romano.
Un altro importante fenomeno fu la fricativizzazione delle occlusive sonore, ampiamente attestata nel greco egiziano a partire dal I sec. a.C., ma la generalizzazione dovrebbe essere più tarda, probabilmente durante il tardo periodo romano o all'inizio dell'epoca bizantina.
Inoltre si fricativizzarono anche le occlusive sorde aspirate, fenomeno attestato in molti luoghi dal I sec. a.C. ma che sembra essersi generalizzato più tardi, probabilmente durante il tardo periodo romano o all'inizio dell'epoca bizantina.
Da ultimo, la perdita dell'aspirazione (forse correlata con la fricativizzazione delle aspirate), che potrebbe già essere iniziata alla fine nel I sec. a.C. nel greco egiziano, ma che sembra non essersi imposta prima del II sec. d.C. nelle iscrizioni attiche colte, fino ad essere praticamente generalizzata nel tardo periodo romano.

## Problemi di ricostruzione
Il primo problema deriva dalla varietà del mondo grecofono: molte testimonianze suggeriscono che i mutamenti fonetici si verificarono in momenti diversi a seconda del luogo o dei parlanti. Pare che molti cambiamenti fonetici tipici della koinè fossero già presenti in alcune varietà di greco durante il periodo classico.
Per quanto riguarda il corpus delle iscrizioni attiche, si osserva un'opposizione fra lingua colta e lingua popolare. Alcuni mutamenti fonetici sono attestati nelle iscrizioni popolari già alla fine del periodo classico, ma si generalizzeranno nelle iscrizioni colte solo all'inizio del II sec. a.C. Se questo può essere spiegato come semplice conservatorismo ortografico, trascrizioni coeve dal greco al latino confermerebbero invece che la pronuncia colta era effettivamente rimasta stabile fino al periodo romano. D'altra parte, però, anche le trascrizioni latine potrebbero essere ortograficamente conservative.
L'interpretazione è più complessa quando mutamenti fonetici simili hanno una datazione differente nei papiri egiziani e nell'attico colto. Una prima spiegazione potrebbero essere le differenze dialettali (influenza di sistemi fonologici stranieri su locutori non madrelingua); i cambiamenti sarebbero apparsi in Egitto prima che si generalizzassero in attico. Una seconda spiegazione potrebbe essere che le iscrizioni attiche colte mostrino una varietà di greco più colta di quella dei papiri egiziani; la lingua colta avrebbe così resistito ai cambiamenti che si erano generalizzati nella lingua popolare. Un'ultima spiegazione potrebbe essere che l'ortografia dell'attico colto fosse artificialmente conservativa; i cambiamenti potrebbero quindi essersi generalizzati non più tardi della loro attestazione nei papiri egiziani. Tutte queste possibilità sono in una certa misura plausibili, ma porterebbero a una diversa datazione della generalizzazione dei fenomeni.
Per riassumere, c'è una certa misura di incertezza nella datazione dei mutamenti fonetici; effettivamente, la datazione esatta e la rapidità della generalizzazione dei mutamenti fonologici della koinè sono ancora oggetto di discussione fra gli studiosi. Le varianti ortografiche nelle fonti scritte contemporanee sono la prova più evidente, ma non sono sufficienti per datare un cambiamento in ogni contesto. Le testimonianze di grammatici e, in misura minore, le trascrizioni in lingue straniere sono interessanti perché possono indicare quale pronuncia fosse considerata standard dai locutori colti; in ogni caso, si è sostenuto che le trascrizioni fossero in alcuni casi convenzionali e non fonetiche e i grammatici greci sembrano descrivere la pronuncia colta ignorando quella popolare.

## Esempio di ricostruzione di sistemi fonologici

### Eolico di Beozia, IV sec. a.C.
Sebbene appartenga più al periodo classico che alla koinè, la fonologia dell'eolico di Beozia qui mostrata anticipa molti tratti della successiva fonetica della koinè.
Entro il IV sec. a.C. l'eolico di Beozia aveva già chiuso la maggior parte dei dittonghi e sviluppato un γ fricativo. Da notare che, contrariamente allo ionico-attico e alla koinè, υ è rimasto una vocale posteriore in eolico di Beozia (ου in ionico-attico e koinè). Apparentemente, la monottongazione dell'eolico di Beozia non fu accompagnata dalla perdita della distinzione di lunghezza vocalica.
Teodorsson sostiene che entro il 350 a.C. la maggior parte del dialetto attico sembra mostrare simili caratteristiche (eccetto υ, che era una vocale anteriore; la sua ricostruzione elimina già la quantità vocalica e fa confluire υ e η in /i/ come in greco moderno), ma W. Sidney Allen non considera sicure queste ipotesi, sospettando un'interpretazione esasperata dei dati a disposizione.
La monottongazione precoce, e forse anche un indebolimento vocalico dovuto al passaggio all'accento intensivo, sono inoltre attestati in Tessaglia nel III sec. a.C., suggerendo che vari dialetti minori avessero un sistema vocalico già avanzato all'inizio del periodo ellenistico.

#### Vocali brevi
|        | Anteriori non arrotondate | Posteriori arrotondate |
| ------ | ------------------------- | ---------------------- |
| Chiuse | /i/ ῐ                     | /u/ ῠ                  |
| Medie  | /e̞/ ε                     | /o̞/ ο                  |
| Aperte | /a/ ᾰ                     | /a/ ᾰ                  |

#### Vocali lunghe
|              | Anteriori       | Anteriori   | Posteriori     |
|              | non arrotondate | arrotondate | arrotondate    |
| ------------ | --------------- | ----------- | -------------- |
| Chiuse       | /iː/ ῑ, ει      |             | /uː/ ῡ, ου, υι |
| Medio-chiuse | /eː/ η, ῃ, (οι) | /øː/(?) οι  |                |
| Medie        |                 |             | /o̞ː/ ω, ῳ      |
| Medio-aperte | /ɛː/ αι         |             |                |
| Aperte       | /aː/ ᾱ, ᾳ       | /aː/ ᾱ, ᾳ   | /aː/ ᾱ, ᾳ      |

Il valore /yː/ per οι è attestato più tardi, nel III sec. a.C. Alcuni hanno suggerito uno stadio intermedio /øː/, forse attestato nella scrittura ει di οι, indicante una precoce perdita dell'arrotondamento labiale che ha portato a /eː/ invece che /iː/ (cfr. più avanti)

#### Dittonghi
| /au/(?) αυ | /eu/(?) ευ |

Non abbiamo prove di quale fosse l'effettiva pronuncia di αυ ed ευ in eolico di Beozia in questo periodo.

#### Consonanti occlusive ed ex occlusive
|                | Bilabiali  | Dentali    | Velari     |
| -------------- | ---------- | ---------- | ---------- |
| Sorde          | /p/ π      | /t/ τ      | /k/ κ      |
| Sonore         | /b/ (?) β  | /d/ (?) δ  | /ɣ/ γ      |
| Sorde aspirate | /pʰ/ (?) φ | /tʰ/ (?) θ | /kʰ/ (?) χ |

L'articolazione fricativa di β, δ, φ, θ e χ non è improbabile, ma non è attestata in Beozia in questo periodo. L'articolazione fricativa di θ è però attestata in dorico di Laconia nel tardo V sec. a.C. attraverso la scrittura con σ; Aristofane in alcune commedie riferisce di questa pronuncia anche nel dorico di Sparta. Anche δ sembra essere diventata fricativa nell'eleo del VI sec. a.C. (vedi discussione sulle consonanti più avanti). Inoltre, come già notato, un singolo esempio di ευ per εβ risale a un secolo dopo.

#### Altre consonanti
| Nasali                          | /m/ μ    | /n/ ν (/ŋ/) γ        |
| Liquide (laterali e vibranti)   | /l/ λ    | /r/ (~ [r̥ʰ] ?) ρ (ῥ) |
| Sibilanti (fricative alveolari) | /s/ σ    | /z/ ζ, σ             |
| Spirito aspro(?)                | /h/(?) ῾ |                      |

Non abbiamo prove dell'effettiva pronuncia dello spirito aspro in eolico di Beozia in questo periodo.

#### Natura dell'accento
L'accento musicale del greco antico probabilmente rimase immutato.

#### Esempio di trascrizione fonetica
Il seguente testo, un'iscrizione beotica ellenistica, è reso in una pronuncia ricostruita che riflette sviluppi fonologici regionali. La monottongazione e l'innalzamento delle vocali sono chiaramente visibili nell'ortografia beotica specifica che usa η al posto di αι, ει per η e ηι (ῃ) e ω per ωι (ῳ.) Troviamo inoltra la scrittura ει per οι, indicante una precoce perdita dell'arrotondamento labiale che porta a /eː/, non /i(ː)/; si può quindi dedurre che a questo stadio οι sia diventato /øː/, non /y/. È possibile che nell'attico popolare il passaggio /y/ > /i/ sia già avvenuto nel IV sec. a.C., ma che durante la koinè sia stato contrastato da una corrente conservatrice. Notevole è anche la permanenza dell'uso del digamma per /w/.

### Pronuncia colta, dal IV sec. a.C. fino al periodo romano
Fino all'inizio dell'epoca romana alcuni locutori colti potrebbero aver mantenuto una pronuncia conservativa che preservava molti tratti del sistema fonologico del greco antico. Ad esempio, nel periodo romano inoltrato abbiamo indicazioni da iscrizioni musicali e da grammatici come Velio Longo e Filostrato della conservazione della quantità vocalica e dell'accento musicale. È inoltre possibile che i parlanti più istruiti applicassero un'alternanza fra la varietà popolare della koinè nel parlato quotidiano e la pronuncia arcaizzante in contesti formali, poetici o musicali. In ogni caso, la pronuncia colta sembra sparire entro il II sec. d.C., anche nelle iscrizioni ufficiali attiche.
La "pronuncia colta" qui descritta è prevalentemente quella attica pre-koinè.

#### Vocali brevi
|        | Anteriori       | Anteriori   | Posteriori  |
|        | non arrotondate | arrotondate | arrotondate |
| ------ | --------------- | ----------- | ----------- |
| Chiuse | /i/ ῐ           | /y/ ῠ       |             |
| Medie  | /e̞/ ε           |             | /o̞/ ο       |
| Aperte | /a/ ᾰ           | /a/ ᾰ       | /a/ ᾰ       |

#### Vocali lunghe
|                    | Anteriori              | Anteriori    | Posteriori |
| Non arrotondata    | Arrotondate            | Arrotondate  |            |
| ------------------ | ---------------------- | ------------ | ---------- |
| Chiuse             | /iː/ ῑ, ει/_C o #, (ῃ) | /yː/ ῡ, (υι) | /uː/ ου    |
| Semichiuse o Medie | /eː/ η, ει/_V, (ῃ)     |              | /oː/ ω     |
| Aperte             | /aː/ ᾱ                 | /aː/ ᾱ       | /aː/ ᾱ     |

Lo pseudodittongo ει veniva confuso con ι nei manoscritto, tranne prima di una vocale, wdove veniva confuso con η, quindi in questo contesto forse conservava l'antico valore. Una pronuncia monottongata di υι come /yː/ è scritta fra parentesi come tratto dialettale attico del tardo periodo classico. Inoltre, ῃ forse perse inizialmente l'elemento finale e poi confluì in /eː/, ma in seguito si alzò in /iː/ (come si vede nell'alternanza delle scritture ῃ/ει per l'uscita della seconda persona singolare media). Entrambe le pronunce sono date come varianti dalettali.

#### Dittonghi
|                      | Secondo elemento ι | Secondo elemento ι | Secondo elemento ι | Secondo elemento υ | Secondo elemento υ | Secondo elemento υ |
| -------------------- | ------------------ | ------------------ | ------------------ | ------------------ | ------------------ | ------------------ |
| Dittonghi "brevi"    | /ai/ αι            | /oi/ οι            | /yi/ υι            | /au/ αυ            | /eu/ ευ            |                    |
| (Dittonghi "lunghi") | (/aːi/) (ᾳ)        | (/oːi/) (ῳ)        |                    | (/aːu/) (ᾱυ)       | (/eːu/) (ηυ)       | (/oːu/) (ωυ)       |

I dittonghi "lunghi" sono scritti fra parentesi perché si monottongarono gradualmente a partire dal periodo classico; Dionisio Trace (fine del II sec. a.C.) riferisce che nella sua epoca non erano più pronunciati come dittonghi. Nel I sec. d.C. il processo di monottongazione era concluso (vedi la descrizione diacronica per altri dettagli).

#### Consonanti occlusive
|                | Bilabiali | Dentali | Velari |
| -------------- | --------- | ------- | ------ |
| Sorde          | /p/ π     | /t/ τ   | /k/ κ  |
| Sonore         | /b/ β     | /d/ δ   | /ɡ/ γ  |
| Sorde aspirate | /pʰ/ φ    | /tʰ/ θ  | /kʰ/ χ |

I grammatici e le iscrizioni antiche suggeriscono che le occlusive sonore e aspirate rimasero tali fino all'inizio del periodo romano. Le occlusive sonore si fricativizzarono prima delle aspirate.

#### Altre consonanti
| Nasali                          | /m/ μ | /n/ ν (/ŋ/) γ        |
| Liquide (laterali e vibranti)   | /l/ λ | /r/ (~ [r̥ʰ] ?) ρ (ῥ) |
| Sibilanti (fricative alveolari) | /s/ σ | /z/ ζ, σ             |
| Spirito aspro                   | /h/ ῾ |                      |

Alcuni studiosi ritengono che /ŋ/ sia un allofono di /n/, altri che sia un fonema a parte, e per questo è stato messo fra parentesi.
Quale suono rappresenti ῥ è motivo di discussione, ma probabilmente è un allofono di /r/ scritto con ρ.
ζ scrive la fricativa geminata /zː/.

#### Natura dell'accento
La "lingua colta" manteneva l'accento musicale del greco antico.

#### Esempio di trascrizione fonetica
Il seguente estratto è parte di un decreto del senato romano alla città di Tisbe in Beozia del 170 a.C., ed è trascritto in un tipo conservativo di koinè del primo periodo romano. La trascrizione mostra un parziale innalzamento (preconsonantico/in finale di parola) di ῃ ed ει in /iː/ e conservazione dell'accento musicale e dell'aspirazione /h/ ad inizio di parola (lo spirito aspro).

### Greco egiziano, metà del II sec. a.C.
A partire dal II sec. a.C. il greco in Egitto ha monottongato i dittonghi e perso la quantità vocalica.

#### Vocali
|            | Anteriori           | Anteriori   | Posteriori  |
|            | non arrotondate     | arrotondate | arrotondate |
| ---------- | ------------------- | ----------- | ----------- |
| Chiuse     | /i/ ι, ει/_C o #, ῃ | /y/ υ       | /u/ 'ου     |
| Semichiuse | /e̝/(?) ει/_V, η     | /ø/(?), οι  |             |
| Medie      | /e̞/ ε, αι           |             | /o̞/ ο, ω, ῳ |
| Aperte     | /a/ α, ᾳ            | /a/ α, ᾳ    | /a/ α, ᾳ    |

La confusione di ο con ω e di ε con αι in Egitto inizia in questo periodo. Comunque, υ non era confuso con οι prima del I sec. a.C., quindi viene rappresentata la fase intermedia /ø/. υ rimase arrotondata, ma apparentemente confluì in /i/ in certi contesti (vedi il testo esempio più avanti). È inoltre comune la confusione di ο/ω e ου, indicante la neutralizzazione di /o/ e /u/, forse con un'articolazione più chiusa di /o/. In ogni caso, la distinzione fra vocali chiuse e semiaperte è mantenuta nella tabella, perché questo sviluppo era probabilmente un isolato tratto regionale causato dall'influenza del copto e che in genere non interferiva con lo sviluppo della lingua.
η sembra distinta da ε nella qualità, ma allo stesso tempo non era regolarmente confusa con ι. Inoltre, può rappresentare uno stadio intermedio della vocale quasi chiusa /e̝/, spinta sull'asse palatale verso /i/ insieme all'innalzamento di /ɛː/ (αι) verso /e/. Di nuovo, questa nuova vocale è il valore prevolcalico di ει. Un percorso alternativo dello sviluppo sostenuto da altri studiosi è che αι, inizialmente monottongato in /æː/, ed ε /e/ siano confluiti nel valore /ɛ/, distinto dalla nuova vocale semichiusa /e/ (scritta η); il risultato della confluenza sarebbe poi stato innalzato verso /e/ una volta che η si fosse fusa con ι.

#### Dittonghi
| /aw/(?) αυ | /ew/(?) ευ |

La transizione di αυ ed ευ da /au/, /eu/ a /aβ/, /eβ/ era probabilmente già in corso. Diamo qui un probabile stadio intermedio. Il dittongo /yi/ pare che si fosse conservato in Egitto, almeno in questo secolo.

#### Consonanti occlusive
|                | Bilabiali | Dentali | Velari |
| -------------- | --------- | ------- | ------ |
| Sorde          | /p/ π     | /t/ τ   | /k/ κ  |
| Sonore         | /b/ β     | /d/ δ   | /ɡ/ γ  |
| Sorde aspirate | /pʰ/ φ    | /tʰ/ θ  | /kʰ/ χ |

Testimonianze di un γ fricativo nel greco egiziano sono databili fino al IV sec. a.C. Dal II sec. a.C., esse contano ommissioni e inserzioni di γ prima di una vocale anteriore, indicando un allofono fricativo palatale in quese posizioni. Comunque, questa potrebbe essere stata una pronuncia non standard. β è improbabile che sia diventato fricativo prima del I sec. d.C.. La pronuncia fricativa delle aspirate potrebbe essersi generalizzata anche più tardi nel greco egiziano.

#### Altre consonanti
| Nasali                          | /m/ μ   | /n/ ν (/ŋ/) γ        |
| Liquide (laterali e vibranti)   | /l/ λ   | /r/ (~ [r̥ʰ] ?) ρ (ῥ) |
| Sibilanti (fricative alveolari) | /s/ σ   | /z/ ζ, σ             |
| (Spirito aspro)                 | (/h/) ῾ |                      |

L'aspirazione poteva essere in via di eliminazione nella parlata popolare nel I sec. a.C.

#### Natura dell'accento
L'accento musicale ha ceduto il posto all'accento intensivo: l'accento non indica quindi più un innalzamento o un abbassamento del tono di voce, ma una quantità lunga della vocale.

#### Esempio di trascrizione fonetica
Il seguente papiro del tardo periodo tolemaico del 154 a.C. è trascritto nella pronuncia popolare, includendo la perdita della quantità vocalica e il passaggio all'accento intensivo. La sostituzione di αι con ε indica la monottongazione; nel caso di οι, ci troviamo ancora nella fase intermedia /ø/, come suggerisce la mancanza di confusione con υ. Lo scambio di ι con η e υ rivela un precoce innalzamento in /i/ per il primo e la perdita dell'arrotondamento labiale per il secondo; ciò accade solo in specifici e ristretti contesti fonetici (cioè in contesti labiali), o potrebbe essere una caratteristica dialettale. La trascrizione di Horrocks mostra già un γ fricativo con un allofono palatale prima delle vocali anteriori.
Ho stipulato un contratto con la figlia di Espero, e la sposerò nel mese di mesore. Ti chiedo gentilmente di inviarmi mezzo chous di olio. Ti ho scritto perché sapessi... Sii presente il giorno [delle nozze].»

### Pronuncia popolare, II sec. a.C. - III sec. d.C.
La perdita del senso della quantità vocalica e la diffusione del greco sotto Alessandro Magno portò a una riorganizzazione del sistema vocalico della koinè. La perdita della quantità vocalica sembra avvenire prima in Egitto e poi in Anatolia entro la fine del II sec. a.C., mentre la confusione di vocali brevi e lunghe nelle iscrizioni greche inizia dal I sec. a.C. fino a diventare diffusa nel II sec. d.C. Il processo era probabilmente generalizzato nella maggior parte dei dialetti entro il II sec. d.C.
|              | Anteriori       | Anteriori     | Posteriori  |
|              | non arrotondate | arrotondate   | arrotondate |
| ------------ | --------------- | ------------- | ----------- |
| Chiuse       | /i/ ι, ει, ῃ    | /y/ υ, οι, υι | /u/ ου      |
| Medie        | /e̝/(?) η        |               |             |
| Medio-aperte | /e̞/ ε, αι       |               | /o̞/ ω, ο, ῳ |
| Aperte       | /a/ α, ᾳ        | /a/ α, ᾳ      | /a/ α, ᾳ    |

I dittonghi si sono chiusi in singole vocali. Entro il I sec. a.C. il processo di monottongazione è completato con la confluenza di οι and υ (vedi descrizione diacronica per ulteriori dettagli).

#### Vecchi dittonghi
| [aɸʷ, aβʷ](?) αυ | [eɸʷ, eβʷ](?) ευ |

Nel periodo romano i dittonghi αυ e ευ si svilupparono in articolazioni più strette, verosimilmente [aɸʷ, aβʷ], [eɸʷ, eβʷ] o anche, se l'arrotondamento labiale era già scomparso, [aɸ, aβ] e [eɸ, eβ]. Prima del IV secolo d.C. gli scambi di αυ/ευ con α(υ)ου/ε(υ)ου tendono ancora a essere più comuni riespetto alla confusione con αβ/εβ, suggerendo che molti (se non la maggior parte) dei parlanti probabilmente conservava l'antica pronuncia del secondo elemento come semiconsonante o consonante labializzata.

#### Consonanti occlusive
|                  | Bilabiali      | Dentali        | Velari    |                |
| ---------------- | -------------- | -------------- | --------- | -------------- |
| Occlusive sorde  | /p/ π          | /t/ τ          |           | /k/ κ          |
| Fricative sonore | /β/ β          | /d/ δ          | (~ [ʝ]) γ | /ɣ/ γ          |
| Fricative sorde  | /pʰ/, (/ɸ/?) φ | /tʰ/, (/θ/?) θ |           | /kʰ/, (/x/?) χ |

Entro il I sec. le consonanti β e γ divennero le fricative /β/ e /ɣ/, ma δ probabilmente rimase occlusiva fino al III secolo. Nonostante la mancanza di chiare prove della fricativizzazione delle occlusive aspirate nella koinè, φ, θ e χ cominciarono a diventare fricative forse in zone fuori dell'Egitto come il nord del Mediterraneo. Vedi discussione più avanti.

#### Altre consonanti
| Nasali                          | /m/ μ   | /n/ ν (~ [ŋ]) γ |
| Liquide (laterali e vibranti)   | /l/ λ   | /r/ ρ           |
| Sibilanti (fricative alveolari) | /s/ σ   | /z/ ζ, σ        |
| (Spirito aspro)                 | (/h/) ῾ |                 |

Lo spirito aspro era probabilmente scomparso dal parlato comune, ma è possibile che sia rimasto come caratteristica della pronuncia colta.
L'accentazione ha perso la distinzione dei toni alti e bassi, lasciando solo il tono alto per l'accento intensivo.

#### Esempio di trascrizione fonetica
La seguente lettera su papiro, datata all'anno 100 d.C., è ancora trascritta nella pronuncia popolare della koinè. Ora mostra l'articolazione fricativa del secondo elemento dei dittonghi αυ/ευ e per β, eccetto nella traslitterazione dei nomi latini, ma le occlusive aspirate restano occlusive. Sono chiaramente visibili la monottongazione e la perdita della quantità vocalica negli scambi grafici di ι/ει, υ/οι e ω/o. Inoltre, trovaimo frequentemente la sonorizzazione postnasale delle occlusive sorde, che è rafforzata in Egitto a causa dell'influenza del copto ma in seguito si è standardizzata ovunque ed è oggi regola nel greco moderno.

### IV sec. d.C.
Dal IV sec. d.C. la perdita della lunghezza vocalica e dell'aspirazione è con tutta probabilità generalizzata. H era spesso confusa con ι (era quindi pronunciata /i/?), ma ancora occasionalmente anche con ε (quindi pronunciata probabilmente /e/, come lo è oggi nei dialetti greci occidentali, come il pontico e il cappadocico). La pronuncia fricativa per le ex occlusive sonore e sorde aspirate era ormai comune; comunque, alcuni dialetti e locutori colti possono aver mantenuto la pronuncia occlusiva delle sonore e delle aspirate fino alla fine del I millennio. La pronuncia proposta qui, sebbene lontana dall'essere universale, è essenzialmente quella del greco moderno, eccetto per il mantenimento dell'arrotondamento di /y/. 

#### Vocali
|        | Anteriori                           | Anteriori     | Posteriori  |
|        | non arrotondate                     | arrotondate   | arrotondate |
| ------ | ----------------------------------- | ------------- | ----------- |
| Chiuse | /i/ ι, ει, η                        | /y/ υ, οι, υι | /u/ ου      |
| Medie  | /e̞/ ε, αι, talvolta η (dialettale?) |               | /o̞/ ο, ω    |
| Aperte | /a/ α, ᾳ                            | /a/ α, ᾳ      | /a/ α, ᾳ    |

C'è qualche confusione fra η e ι in attico e in Asia Minore due secoli prima. Comunque, nei papiri,è soltanto da questo periodo che lo scambio dei simboli per /i/ diventa comune come quello fra ι/ει, ε/αι o υ/οι. La confusione fra /y/ e /i/ era iniziata almeno nel II sec. a.C. nel greco egiziano, ma quasi sicuramente non era ancora generalizzata in tutti i contesti fonetici.

#### Vecchi dittonghi
| [af, av] αυ | [ef, ev] ευ |

La transizione completa di αυ e ευ a /av, ev/ potrebbe essere già generalizzata in questo periodo.

#### Consonanti occlusive ed ex occlusive
|                  | Bilabiali | Dentali | Velari     |       |
| ---------------- | --------- | ------- | ---------- | ----- |
| Occlusive sorde  | /p/ π     | /t/ τ   | (~ [c]?) κ | /k/ κ |
| Fricative sonore | /v/ β     | /ð/ δ   | (~ [ʝ]) γ  | /ɣ/ γ |
| Fricative sorde  | /f/ φ     | /θ/ θ   | (~ [ç]?) χ | /x/ χ |

Nonostante la mancanza di prove dell'ultimo cambiamento nei papiri egiziani, non è del tutto inverosimile che il valore fricativo sia delle vecchie occlusive sonore che delle vecchie occlusive sorde aspirate fosse comune in vari altri dialetti. Non si sa con certezza quando apparvero gli allofoni palatali delle velari /k/ e /x/.

#### Altre consonanti
| Nasali                          | /m/ μ | /n/ ν (/ŋ/) γ |
| Liquide (laterali e vibranti)   | /l/ λ | /r/ ρ         |
| Sibilanti (fricative alveolari) | /s/ σ | /z/ ζ, σ      |

#### Natura dell'accento
L'accento intensivo è probabilmente già generalizzato.

#### Esempio di trascrizione fonetica
Il seguente estratto, da una lettera scritta su papiro del IV sec. d.C., è scritto in una koinè popolare del tardo periodo romano/primo periodo bizantino. La perdita della quantità vocalica e la monottongazione sono ormai considerate ovunque universali, come si vede nei soliti scambi ι/ει, υ/οι, ε/αι e ω/ο. L'errore ortografico ὕμισυ e ἥμισυ di nuovo suggerisce, come già visto in precedenza, che sia η che υ si siano fusi con ι/ει prima delle labiali. Da questo momento, comunque, η (nella prima koinè /e̝/?) si è già innalzato in /i/ in tutte le posizioni, come si può vedere nella trascrizione. L'aspirazione è persa, e sia le occlusive sonore che le occlusive sorde aspirate sono diventate fricative. L'omissione di γ in nell'errore ortografico ὑιέvovτα (ὑγιαί–) potrebbe riflettere un allofono palatale [ʝ] della fricativa velare /ɣ/ prima delle vocali palatali.

## Descrizione fonetica diacronica

### Perdita della quantità vocalica
L'antica distinzione fra vocali lunghe e brevi si perse nella lingua popolare agli inizi della koinè. "Entro la metà del II sec. [a.C.], tuttavia, il sistema aveva subito importanti cambiamenti, in particolare monottongazione, perdita della lunghezza distintiva e il passaggio a un accento intensivo primario".
Dal II sec. a.C., errori ortografici in papiri egiziani non letterari suggeriscono un accento intensivo e la perdita della quantità vocalica. La diffusa confusione fra ο e ω nelle iscrizioni attiche a partire dal II sec. d.C. fu probabilmente causata dalla perdita del senso della quantità vocalica.

### Transizione verso l'accento intensivo
Il sistema di accentazione delle parole cambiò dalla tonalità all'intensità, cioè una sillaba accentata aveva una sola opzione di tono (alto) ed era presumibilmente pronunciata con più forza e/o sonorità.
A partire dal II sec. d.C. errori ortografici in tutto il Mediterraneo suggeriscono una perdita della quantità vocalica, che si ritiene sia dovuta alla perdita dell'accento musicale. Prove più evidenti dell'accento intensivo appaiono nella poesia fra il II e il III sec. d.C..

### Dittonghi

#### Falsi dittonghi
Prima di una consonante il dittongo ει aveva iniziato a monottongarsi in attico già dal VI sec. a.C. e ad essere pronunciato come ε̄, quindi probabilmente /eː/. Dal tardo IV sec. a.C. in attico il falso dittongo ει (che ora trascrive entrambi gli esiti etimologici ει ed ε̄) cominciò ad essere pronunciato ῑ, cioè /iː/ (con il valore che quindi ha ancora oggi in greco moderno).
Prima di una vocale il dittongo ει non ha seguito la stessa evoluzione di quando si trovava davanti a consonante. Una teoria per spiegare questa differenza potrebbe essere che ει prevocalico possa aver mantenuto il valore /ej/ fino al IV sec. a.C., in cui /j/ veniva percepito come semiconsonante che legava /e/ alla vocale successiva. Dal tardo IV sec. a.C. il dittongo ει prevocalico iniziò ad essere confuso con η, suggerendo che, contrariamente alla posizione preconsonantica, aveva conservato il valore /eː/, probabilmente con una perdita di opposizione di apertura con η; per l'evoluzione successiva, vedi η più in basso.
In attico, dal VI sec. a.C., il dittongo ου si è monottongato e confuso con ο̄. Mentre il suo valore iniziale poteva essere probabilmente /oː/, potrebbe essersi evoluto in /uː/ molto presto (probabilmente nel VI sec. a.C. e in ogni caso prima del 350 a.C.); questo valore vocalico si è mantenuto fino ad oggi.

#### Dittonghi "brevi" con secondo elemento ι
Il dittongo αι si è monottongato probabilmente per primo in /ɛː/. Questo valore è attestato nell'eolico di Beozia all'inizio del IV sec. a.C. ed è testimoniato della confusione di αι con η. La confusione di αι con ε suggerisce che questa transizione sia avvenuta dal II sec. a.C. nel greco egiziano. Ulteriore confusione fra αι ed ε si ritrova in Palestina all'inizio del II sec. e anche in attico a partire dal 125 d.C.; quest'ultimo caso mostra che la monottongazione avvenne nel II sec. a.C. nell'attico colto. Sidney Allen ritiene che la transizione a /e/ (cioè la perdita di distinzione di apertura con ε) sia avvenuta più tardi; sebbene Allen non sia molto esplicito su questo punto, questa teoria sembra basata sull'osservazione che mentre η e αι sono confuse con ε, αι non è confuso con η. In ogni caso, non tutti gli studiosi sembrano essere d'accordo. Non sono state ritrovate testimonianze che possano risolvere la questione.
Il dittongo οι si è monottonghizzato in /yː/ o /y/ (a seconda di quando si è persa la quantità vocalica). Questo è attestato in eolico di Beozia nel III sec. a.C. con la scrittura di υ per οι, ma probabilmente è un tratto dialettale. Il dittongo οι deve però aver mantenuto valore di dittongo nella lingua colta fino in epoca romana, dal momento che è trascritto oe in latino. Ulteriori prove della monottongazione si trovano nel greco egiziano all'inizio del I sec. a.C., come anche in Palestina all'inizio del II sec. d.C.. Nella lingua colta questa monottongazione sembra attestata dalla scrittura di υ per οι ritrovata in un testo dell'inizio del II sec. d.C. e in un altro del 240 d.C. circa. Vedi la nota sull'evoluzione di υ per la successiva evoluzione.
Inizialmente la koinè sembra possedere il dittongo υι, che si è progressivamente monottonghizzato in /yː/ (scritto υ per ῡ) in attico dal VI sec. al IV sec. a.C. ma fu mantenuto da altri dialetti greci. In seguito si è monottonghizzato in /yː/ o /y/ (a seconda di quando si colloca la perdita della quantità vocalica). L'autore di queste righe non ha trovato nessuna testimonianza di quando questo cambiamento si verificò, ma questa transizione può essere fonologicamente correlata con il passaggio di οι a /yː/~/y/, ed è abbastanza improbabile che abbia avuto luogo in seguito. Vedi la nota sull'evoluzione di υ per la successiva evoluzione.

#### Dittonghi "brevi" con secondo elemento υ
I dittonghi αυ e ευ persero il loro antico valore /au, eu/ fortizzata nella pronuncia consonantica /aβ, eβ/ o /av, ev/, attraverso gli stadi intermedi /aw, ew/ e poi [aβʷ, eβʷ] Sporadiche confusioni di αυ/ευ con αβ/εβ, che attestano una pronuncia fricativa, si ritrovano fino al III sec. a.C. in Beozia e fino al II sec. a.C. in Egitto. Inoltre, tali confusioni appaiono raramente nei papiri all'inizio del I sec. d.C.. Comunque, Gignac nota che prima del tardo periodo romano/primo periodo bizantino la scrittura α(υ)ου/ε(υ)ου era più comune, che con molta probabilità rappresenta le prime fasi transizionali /aw, ew/ o [aβʷ, eβʷ]. Allen ritiene inoltre che la pronuncia fricativa non si sia generalizzata subito; ad esempio, le iscrizioni nelle catacombe ebraiche mostrano ancora il valore di dittongo nel II/III secolo d.C.. La confusione di αυ e ευ con αβ/εβ diventa sempre più comune nel tardo periodo romano e nel primo periodo bizantino, suggerendo che in questo periodo la nuova pronuncia fosse generalizzata. Fuori dall'Egitto, la scrittura con αβ/εβ si ritrova anche in Asia Minore dal tardo periodo romano. Infine, prove indirette vengono dalle trascrizioni in lingue straniere come il copto ϩⲓⲡⲡⲉϥ (hippef) per ἱππεῦ (II sec. d.C.), o trascrizioni tardo ebraiche/aramaiche bizantine di αυ/ευ con אב (ab-).

#### Dittonghi "lunghi" con secondo elemento ι
Il dittongo ῃ inizia a monottongarsi in attico già dal IV sec. a.C., dal momento che era spesso scritto ει e probabilmente pronunciato /eː/. Nella koinè la maggior parte dei dittonghi ῃ furono soggetti alla normale evoluzione di /eː/ e finirono quindi per essere pronunciati /iː/. Comunque, in alcune desinenze flessive (soprattutto il dativo singolare della 1ª declinazione e la 3ª persona singolare del congiuntivo) l'evoluzione fu in parte riportata indietro a partire dal 200 a.C. circa, forse per analogia con altre forme della declinazione/coniugazione in cui η era ancora probabilmente pronunciato /eː/. Vedi la nota su η per la successiva evoluzione.
Gli altri dittonghi "lunghi" con secondo elemento ι (ᾳ e ῳ) si monottonghizzarono dal II sec. a.C., e cominciarono a essere scritti α e ω; il primo era probabilmente pronunciato /aː/, mentre il secondo poteva essere pronunciato /ɔː/ all'inizio, se la distinzione di apertura non si era ancora persa, e infine era pronunciato /oː/ in ogni caso. Vedi la discussione sulle singole vocali ο e ω per maggiori dettagli. Dal II sec. d.C. l'atticismo ha provocato una diffusa reintroduzione dell'antica ortografia con ι finale, ma in ogni caso non veniva pronunciato.

#### Dittonghi "lunghi" con secondo elemento υ
Quando il dittongo ηυ nei verbi derivava dall'aumento di ευ veniva alterato in ευ dal IV sec. a.C..
Gli altri dittonghi "lunghi" con secondo elemento υ (ᾱυ, ηυ e ωυ) si sono monottongati dal I sec. a.C., mentre erano scritti α, η e ω; il primo era probabilmente pronunciato /aː/, mentre gli altri due /ɛː/ ed /ɔː/ all'inizio, se la distinzione di apertura non si era ancora persa (in questo caso allora /eː/ ed /oː/), ed in seguito in ogni caso /iː/ ed /oː/. Per maggiori informazioni, vedi la discussioni delle singole vocali ο, ω ed η.

### Singole vocali
Tranne η, e contrariamente ai dittonghi, le singole vocali hanno conservato meglio la loro pronuncia.
Come detto sopra, all'inizio della koinè il falso dittongo ει prima di una consonante aveva il valore /iː/, mentre il falso dittongo ου aveva il valore /uː/; questa pronuncia vocalica è rimasta inalterata fino al greco moderno. Davanti a una vocale, il dittongo ει generalmente si è monottongato in /eː/ e confuso con η, condividendone quindi i successivi sviluppi.
La pronuncia delle vocali α, ε̆ ed ι è rimasta inalterata fino al greco moderno come /a/, /e/ ed /i/.
La confusione delle vocali ο ed ω inizia ad essere abbastanza regolare nelle iscrizioni attiche a partire dal II sec. d.C., suggerendo che in questo periodo la distinzione di apertura cominciava a perdersi. Comunque, potrebbe benissimo indicare anche la perdita del senso della quantità vocalica, con una precedente o parallela perdita dell'opposizione di apertura. Infatti, l'attestazione di qualche confusione meno sistematica nelle iscrizioni attiche del IV sec. a.C. può anche indicare una perdita dell'opposizione di apertura nel IV sec. a.C. e la regolarità della confusione nel II sec. d.C. può essere causata dalla perdita del senso della quantità.
La distinzione fra η ed ε potrebbe essersi persa in attico nel IV sec. a.C., quando il falso dittongo ει davanti a consonante iniziò ad essere confuso con ι e il dittongo ει prevocalico con η. Nel 150 d.C. circa, le iscrizioni in attico iniziano a confondere η e ι, indicando l'apparizione di una pronuncia /iː/ o /i/ (a seconda di quando si è persa la quantità vocalica) che arrivata fino al greco moderno; sembra comunque che alcuni locutori abbiano conservato la pronuncia /eː/~/e/, dal momento che le iscrizioni in attico continuano in parallelo a confondere η ed ε
e le trascrizioni in gotico, e per qualche misura in armeno classico, trascrivono η come e.
La koinè adottò per la vocale υ la pronuncia /y/ dello ionico-attico. La confusione con ι appare nei papiri egiziani dal II sec. d.C., suggerendo una pronuncia /i/, ma è probabilmente un tratto regionale. Le trascrizioni in gotico, e per qualche misura in armeno classico, suggeriscono che υ continuava ad essere pronunciato /y/ e si ritiene che il passaggio a /i/ nella corrente principale del greco sia avvenuto alla fine del I millennio.

### Perdita dell'aspirazione
L'aspirazione (intesa come spirito aspro), che già era scomparsa nello ionico dell'Asia Minore e nell'eolico di Lesbo, più tardi sparì anche dalla pronuncia della koinè. Errori ortografici nei papiri egiziani suggeriscono che la perdita era già in corso nel greco egiziano nel tardo I sec. d.C.. Trascrizioni in lingue straniere e mutamenti consonantici prima dell'aspirazione attestano che questo fenomeno non era generalizzato prima del II sec. d.C., ma le trascrizioni in gotico indicano che era perlomeno a buon punto nel IV sec. d.C..

### Consonanti
Fra le consonanti, β, δ, γ ζ, φ, θ e χ hanno tutte cambiato valore durante la koinè, ma non c'è accordo sulla datazione dei fenomeni, che probabilmente cambia inoltre da dialetto a dialetto.
La consonante ζ, che aveva probabilmente il valore /zd/ in attico classico (sebbene alcuni studiosi propendano per il valore /dz/, con varianti dialettali), acquisì il suono /z/ che ha ancora in greco moderno, apparentemente con pronuncia geminata /zz/ almeno in posizione intervocalica. Le iscrizioni attiche suggeriscono che questa pronuncia era già comune alla fine del IV sec. a.C..
Horrocks concorda con Gignac nel trovare prove che le consonanti geminate tendessero a semplificarsi a partire dal II sec. a.C., a giudicare dall'uso arbitrario che ne veniva fatto nelle iscrizioni meno istruite. Comunque, lo scempiamento non si è verificato universalmente, come ci mostrano i dialetti dell'Italia meridionale, del sud-est e alcuni altri dell'Asia Minore che hanno invece conservato le consonanti geminate.
Le consonanti φ, θ e χ, che originariamente erano le aspirate /pʰ/, /tʰ/ and /kʰ/, si svilupparono nelle fricative /f/, [θ] e [x~ç]. Ci sono prove dell'articolazione fricativa di θ in Laconia nel V sec. a.C., ma è improbabile che abbia influenzato la koinè, che è in larga parte basata sullo ionico-attico. Secondo Allen, la prima testimonianza della pronuncia fricativa di φ e θ risale al I sec. d.C. nelle iscrizioni latine pompeiane, dove troviamo φ e θ trascritti con f: Δάφνη viene reso con Dafne e λάσθη con lasfe. 
Le catacombe ebraiche a Roma dal II secolo mostrano afrodisia per Ἀφροδισία. Testimonianze dall'Anatolia sullo scambio di φ e υ/ου nei nomi anatolici suggeriscono una pronuncia fricativa /ɸ/ o /f/, come in οαφα, οαυα e οαουα. Scambi del tardo periodo romano fra θ e σ, simili all'antico modo di scivere della Laconia, mostrano chiaramente la pronuncia fricativa di θ.
Tuttavia, le testimonianze suggeriscono una pronuncia aspirata per θ in Palestina all'inizio del II secolo, e le stesse iscrizioni delle catacombe ebraiche del II/III sec. d.C. suggeriscono la pronuncia /f/ per φ, /tʰ/ per θ e /kʰ/ per χ, che testimonierebbe che la transizione di θ a fricativa non fosse ancora generalizzata a quel tempo, e indicano che la transizione di φ a fricativa potrebbe essere avvenuta prima della transizione di θ e χ. Ci sono inoltre prove della pronuncia fricativa di φ nell'attico del II secolo, sotto forma di omissione del secondo elemento del dittongo ευ (che era pronunciato [ef, ev]) prima di φ. Le trascrizioni in armeno rendono χ come /kʰ/ fino al X sec. d.C., indicando così che χ era pronunciato aspirato da almeno alcuni parlanti fino ad allora. Ulteriori prove della fricativizzazione di occlusive aspirate ci arrivano dal tardo periodo romano. La Bibbia gotica di Wulfila, del IV secolo, trascrive φ e θ con le lettere gotiche f e þ. Kantor rintraccia inoltre solide prove della pronuncia fricativa di χ nella Bibbia del Codex Vaticanus del IV secolo, la quale trascrive le lettere ebraiche ר‎ e ש‎ come ῥήχς e χσέν, utilizzando la sequenza χσ per trascrivere il suono /ʃ/; ciò avrebbe senso solo se χσ fosse pronunciato [sç]. Nei papiri egiziani del V secolo si trova una manciata di casi in cui φ è trascritta con la f latina: egrafe per ἐγράφη, foibammonos per Φοιβάμμων, Epifaniu per Ἐπιφάνιος.
Non c'è accordo sulla datazione del momento in cui β, γ e δ, in origine pronunciate /b/, /ɡ/, /d/, acquisirono il valore di /v/, [ɣ~ʝ] e /ð/ che hanno in greco moderno. Ci sono prove della fricativizzazione di γ fin dal IV sec. a.C., sotto forma di omissione davanti a una vocale posteriore. Nei papiri a partire dal II sec. a.C. γ è talvolta omesso o inserito prima di una vocale palatale, indicando l'allofono palatale [ʝ] o [j]. Comunque, secondo Allen queste non erano pronunce standard. Alcuni studiosi hanno ipotizzato che la sostituzione dell'antico digamma ϝ /w/ con β in certi dialetti di epoca classica indichi una pronuncia fricativa. Gli antichi grammatici descrivono la natura occlusiva di queste lettere, β è trascritto con b, non v, in latino, e Cicerone sembra ancora identificare β con la b latina. Gignac ha trovato prove in papiri non letterari che suggeriscono una pronuncia fricativa in alcuni contesti (perlopiù intervocalici) a partire dal I sec. d.C. circa, sotto forma dell'uso di β per trascrivere la v latina (che stava anch'essa cambiando fortizzandosi passando dalla semiconsonante /w/ alla fricativa /β/.) Comunque, Allen è, di nuovo, scettico che questa pronuncia fosse già generalizzata all'epoca. La confusione sempre più comune di αυ ed ευ con αβ ed εβ nel tardo periodo romano e nel primo periodo bizantino suggeriscono che la pronuncia fricativa di β era comune, se non generale a quell'epoca. Tuttavia, non è prima del X secolo che la trascrizione di β come fricativa վ v o γ come velare sonora ղ ł (pronunciata [ɣ~ʁ]) si trova in armeno, suggerendo che la transizione non era generale prima della fine del primo millennio; comunque, le trascrizioni precedenti potrebbero provenire da un contesto colto. I prestiti in georgiano del IX e X secolo mostrano in modo simile incoerenza nella trascrizione di β e γ come occlusive o fricative; β è sempre reso con ბ b piuttosto che con ვ v, mentre γ può essere scritto con il simbolo adattato ღ per la fricativa /ɣ/ o con ჟ [ʒ] (per approssimare [ʝ] in posizione palatale), ma anche con l'occlusiva გ g. Ci sono probabili prove di un passaggio particolarmente precoce /d/ > /ð/ nell'eleo del VI sec. a.C., visibile nella scrittura ζ per δ. Gignac interpreta tali scritture nei papiri egiziani del I sec. d.C. come la pronuncia spirante per δ nella koinè, ma prima del IV sec. a.C. questo modo di scrivere si trova solo prima di /i/. Comunque, non tutti gli studiosi son d'accordo che ci sia un motivo fonetico valido per una precoce fricativizzazione di δ prma di ι.
La debolezza di ν /n/ finale, spesso prima di una consonante occlusiva, è attestata in Egitto sia nel periodo ellenistico che in quello romano, e riscontrabile direttamente come omissione grafica o inserimento ipercorrettistico, sebbene la sua perdita non sia avvenuta fino al periodo medievale, con esclusione dei dialetti dell'Italia meridionale, di quelli sud-orientali e dell'Asia Minore. Lo sviluppo degli allofoni sonori [b], [d], [ɡ] delle occlusive sorde π, τ e κ dopo le nasali è evidente anche in Panfilia fin dal IV sec. a.C. e nei papiri egiziani (soprattutto del periodo romano) nello scambio con β, δ e γ in posizione post-nasale (dove queste lettere mantenevano il loro antico valore di occlusive, come accennato prima). Da ciò μπ, ντ, γκ sarebbero stati successivamente utilizzati per /b/, /d/, /ɡ/, attraverso l'assimilazione del secondo elemento. In Egitto questo sviluppo è considerato un'influenza del sostrato copto. Ma, siccome questa caratteristica è diventata standard nel greco moderno, sembra che si sia verificata anche altrove.